# آنا بيترسون
آنا بيترسون (بالسويدية: Anna Pettersson)‏ هي قانونية سويدية، ولدت في 5 يناير 1861 في أوبسالا في السويد، وتوفي بنفس المكان في 6 سبتمبر 1929.